# Insieme perfetto
In matematica, e in particolare in topologia, un insieme perfetto è un insieme chiuso senza punti isolati e uno spazio perfetto è uno spazio topologico senza punti isolati. In questi spazi ogni punto può essere approssimato arbitrariamente bene da altri punti, cioè dato un punto e un intorno del punto esiste un altro punto nell'intorno.
In questo articolo ogni spazio che non è perfetto sarà detto imperfetto.

## Esempi
La retta reale {\displaystyle \mathbb {R} } è uno spazio perfetto connesso. Gli spazi di Baire sono spazi perfetti totalmente sconnessi, e pertanto questo vale anche per lo spazio di Cantor {\displaystyle \mathbf {2} ^{\omega }}.
Ogni insieme non vuoto ammette una topologia con la quale è imperfetto: la topologia discreta. Ogni insieme con più di un punto ammette una topologia con la quale è perfetto: la topologia banale.

## Proprietà
Ogni sottoinsieme aperto di uno spazio perfetto è perfetto.
Ogni spazio perfetto non vuoto ha sottospazi che sono imperfetti con la topologia di sottospazio: i singoletti.
La proprietà di uno spazio topologico di essere perfetto è una proprietà locale: uno spazio è perfetto se e solo se ogni punto ammette una base di intorni tale che ogni intorno in tale base è perfetto nella topologia di sottospazio.
Sia {\displaystyle \{X_{i}\}_{i\in I}} una famiglia di spazi topologici. Come per ogni proprietà locale, l'unione disgiunta {\displaystyle \bigsqcup _{i}X_{i}} è perfetta se e solo se ogni {\displaystyle X_{i}} è perfetto.
Il prodotto cartesiano di una famiglia {\displaystyle \{X_{i}\}_{i\in I}} è perfetto nella topologia prodotto se e solo se vale almeno una delle seguenti proprietà:
- almeno uno degli spazi {\displaystyle X_{i}} è perfetto;
- {\displaystyle I=\varnothing };
- è infinito l'insieme degli indici {\displaystyle i\in I} tali che {\displaystyle X_{i}} ha almeno due punti.

L'immagine tramite una funzione continua e i quozienti di spazi perfetti non sono necessariamente perfetti. Ma l'immagine di uno spazio perfetto rispetto ad una funzione continua iniettiva è perfetta.
Un insieme perfetto contenuto in uno spazio metrico completo è non numerabile.